# 서부줄무늬도마뱀붙이
서방줄무늬도마뱀붙이(Coleonyx variegatus)는 웨스턴 밴디드 게코(western banded gecko)라고도 부르며, 미국 남서부(캘리포니아주 남부, 뉴멕시코주 남서부, 애리조나주 남부, 유타주, 네바다주)와 멕시코 북부(소노라주, 바하칼리포르니아주 북서부)에서 발견되는 도마뱀붙이류의 일종이다. 다섯 개의 아종이 등록되어있다.

## 형태

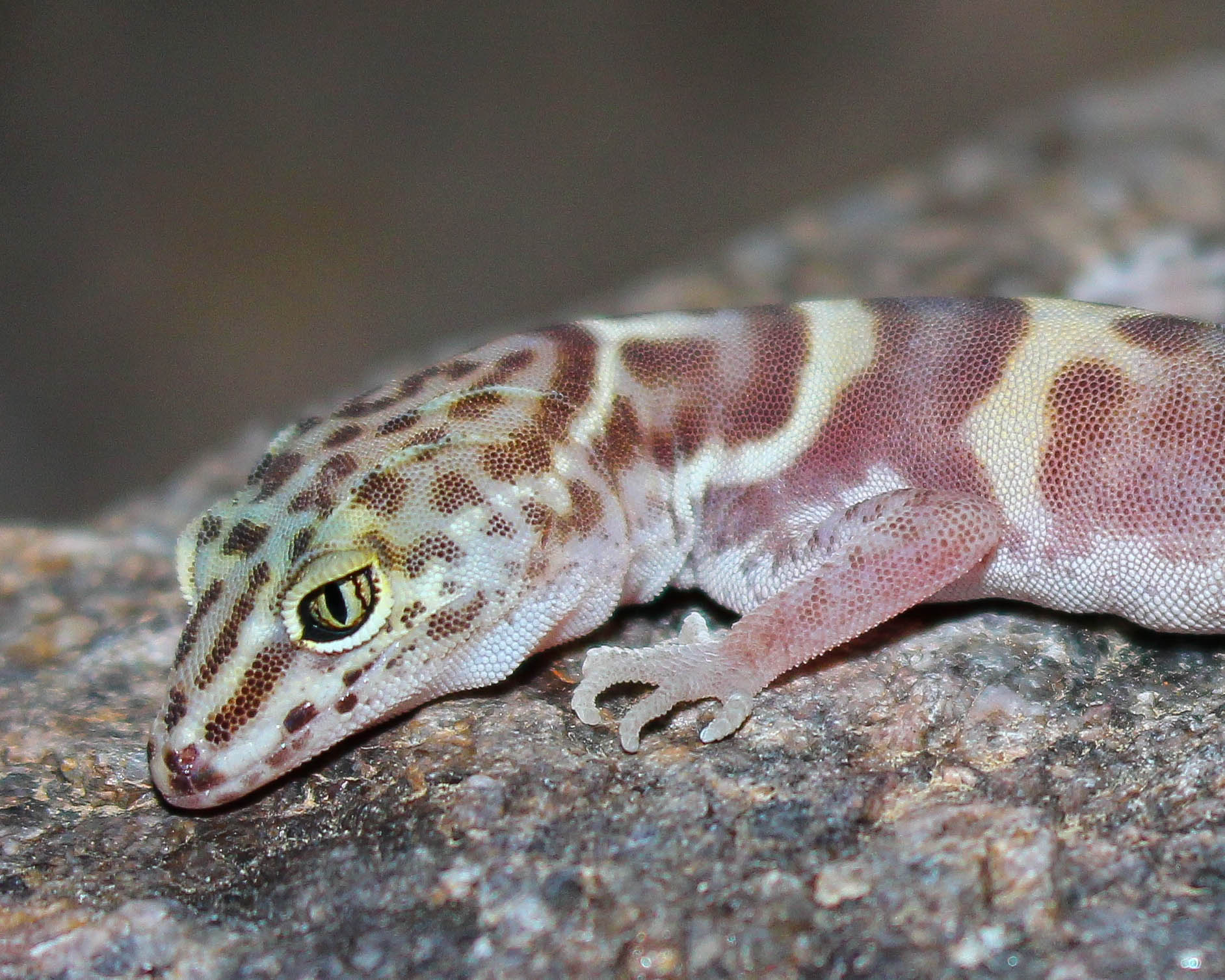
캘리포니아 샌버너디노 군에서 촬영한 서방줄무늬도마뱀붙이

서방줄무늬는 육상동물이며, 꼬리까지 10-15 cm 에 달한다. 알에서 막 부화한 유체는 2.5 cm 에 달한다. 몸은 모래 색깔 바탕에 검은 줄무늬가 가로지른다. 밑부분은 무늬가 없으며 분홍색을 띈다. 비늘이 워낙에 작아서 피부의 촉감이 비단과도 같다. 일반적인 도마뱀붙이와는 달리 눈이 튀어나와있으며 깜빡일 수 있는 눈꺼풀이 있다.

## 서식
서방줄무늬는 다양한 종류의 서식지에서 발견되며, 동부의 크레오소트 관목지대(:en:Creosote bush scrub), 세이지브러시 스텝(:en:Sagebrush steppe), 피뇬소나무-향나무 삼림지대(:en:pinyon-juniper woodland), --그라마풀catclaw-cedar-grama grass associations, 서부의 관목수풀지대(en:chaparral)에 서식한다. 서식고도는 해수면 아래에서부터 고도 1,520 m에 이른다.

## 습성
서방줄무늬는 움직임이 은밀하고 야행성이며, 밤에 작은 곤충과 거미를 찾아나서고, 전갈 새끼를 먹어치워 전갤 개체수를 조절하는 몇 안 되는 파충류 중 하나다. 붙잡히면 끽끽대거나 꼬리를 자절할 수 있다. 방어기제의 일환으로 전갈을 흉내내 꼬리를 몸뚱이 위로 말어올리기도 한다. 암컷은 봄, 여름에 껍질이 부드러운 알을 한두 개씩 세 번까지 낳는다. 27도쯤 되는 더운 밤에 출몰하여, 먹이를 쉽게 구하기 위해 현관의 불빛 주변에 몰려들고, 온도가 너무 높아지거나 낮아지면 물러난다. 알은 6주 후에 부화한다.

## 생태지위
포식자로는 마다가스카르잎코덩굴뱀, 서방패치코뱀, 밤뱀, 뿔방울뱀, 서방마름모등방울뱀, 여타의 방울뱀류, 마부채찍뱀, 얼룩말꼬리도마뱀 등등이 있으며 이 밖에도 타란툴라 보관됨 2019-08-26 - 웨이백 머신, 큰 지네, 피일목(Solifugae), 코요테, 키트여우 따위가 서방줄무늬를 노릴 수 있다.

## 아종
기준아종(:en:nominotypical subspecies)을 포함해 다섯 종의 아종이 등록되어 있다.
- Coleonyx variegatus abbotti Klauber, 1945 (산디에고줄무늬도마뱀붙이 San Diego banded gecko)
- Coleonyx variegatus bogerti Klauber, 1945 (투손줄무늬도마뱀붙이 Tucson banded gecko)
- Coleonyx variegatus sonoriensis Klauber, 1945 (소노라줄무늬도마뱀붙이 Sonoran banded gecko)
- Coleonyx variegatus utahensis Klauber, 1945 (유타줄무늬도마뱀붙이 Utah banded gecko)
- Coleonyx variegatus variegatus (Baird, 1858) (사막줄무늬도마뱀붙이 desert banded gecko)

주의사항: 삽입어구의 이명 명명자(en:Binominal nomenclature)는 원래 해당 종을 줄무늬도마뱀붙이속(Coleonyx)과는 다른 속에 속한 것으로 기술했을지도 모른다.

## 어원
아종명 abbotti는 미국의 조류학자 클린턴 길버트 애보트(:en:Clinton Gilbert Abbott)를, bogerti는 미국의 파충류학자 찰스 미칠 보거트(:en:Charles Mitchill Bogert)를 기린 것이다.

## 참고 문헌
- Behler JL, King FW (1979). The Audubon Society Field Guide to North American Reptiles and Amphibians. New York: Alfred A. Knopf. 743 pp. ISBN 0-394-50824-6. (Coleonyx variegatus, pp. 491–492 + Plates 392, 395).
- Goin CJ, Goin OB, Zug GR (1978). Introduction to Herpetology, Third Edition. San Francisco: W.H. Freeman. xi + 378 pp. ISBN 0-7167-0020-4. (Coleonyx variegatus, pp. 112, 129, 155).
- Smith HM, Brodie ED Jr (1982). Reptiles of North America: A Guide to Field Identification. New York: Golden Press. 240 pp. ISBN 0-307-13666-3 (paperback), ISBN 0-307-47009-1 (hardcover). (Coleonyx variegatus, pp. 66–67).
- Stebbins RC (2003). A Field Guide to Western Reptiles and Amphibians, Third Edition. Boston and New York: Houghton Mifflin. xiii + 533 pp. ISBN 978-0-395-98272-3. (Coleonyx variegatus, pp. 264–265 + Plate 24 + Map 74).
- Zim HS, Smith HM (1956). Reptiles and Amphibians: A Guide to Familiar American Species: A Golden Nature Guide. New York: Simon and Schuster. 160 pp. (Coleonyx variegatus, pp. 47, 155).